# Serveur Minecraft
 (juin 2023).
Si vous disposez d'ouvrages ou d'articles de référence ou si vous connaissez des sites web de qualité traitant du thème abordé ici, merci de compléter l'article en donnant les références utiles à sa vérifiabilité et en les liant à la section « Notes et références ».
Un serveur Minecraft est un serveur de jeu appartenant à un joueur ou à une entreprise pour le jeu vidéo Minecraft.

## Principe
Les joueurs peuvent démarrer leur propre serveur soit en configurant un sur un ordinateur à l'aide du logiciel fourni par Mojang ou la version bedrock sur son site Internet, soit en utilisant un fournisseur d'hébergement clé-en-mains afin de pouvoir faire tourner leur serveur en continu sur des machines dédiées à cela avec une disponibilité garantie. Dans ce contexte, le terme « serveur » fait souvent référence à un réseau de plusieurs serveurs interconnectés, plutôt qu'à une seule machine.
Les serveurs multijoueurs Minecraft sont tenus par des administrateurs définis préalablement dans un fichier de configuration, qui ont accès aux commandes du serveur telles que le réglage de l'heure, téléportation des joueurs ou bien encore le fait de pouvoir se donner des objets. Les opérateurs peuvent également configurer des plugins pour modifier les mécanismes du serveur ou ajouter des commandes, et autres fonctionnalités. Ils peuvent également définir des restrictions concernant les noms d'utilisateurs ou les adresses IP autorisés ou non à entrer sur le serveur.
Les serveurs Minecraft multijoueurs ont un large éventail d'activités, certains serveurs ayant leurs propres locaux, règles et coutumes uniques. Le combat joueur contre joueur (Player Versus Player en anglais) peut être activé à l'aide d'une modification dans un fichier de configuration pour permettre les combats entre joueurs. De nombreux serveurs ont des plugins personnalisés qui permettent des actions qui ne sont normalement pas possibles dans la version initiale du jeu.

## Histoire
Le multijoueur a été ajouté pour la première fois à Minecraft le 31 mai 2009, pendant la phase dite classique du jeu[source insuffisante]. La carte de serveur la plus ancienne est appelée « Freedonia », qui a été générée dans le serveur Minecraft nommé MinecraftOnline. Le serveur ainsi que la carte ont été créés en même temps, le 4 août 2010, dans la première heure suivant la sortie du mode multijoueur de Minecraft[réf. nécessaire]
En mars 2013, Mojang a annoncé Minecraft Realms, un service d'hébergement de serveurs destiné à permettre aux joueurs de lancer facilement et en toute sécurité dans un environnement adapté des jeux multijoueurs sur un serveur sans avoir à le configurer,. Contrairement à un serveur standard, seuls les joueurs invités préalablement peuvent les rejoindre, et ces serveurs ne nécessitent pas le partage d'adresses IP pour se connecter. Lors de l'Electronic Entertainment Expo 2016, il a été annoncé que le service Realms permettrait à Minecraft de supporter le jeu multiplateforme entre Windows 10, iOS et Android à partir de juin 2016, ainsi que d'autres support publiées au cours des deux prochaines années.
En juin 2014, Mojang a commencé à appliquer fermement le CLUF des versions ordinateur du jeu pour empêcher les serveurs de mettre à disposition des micropaiements qui affectaient injustement le gameplay, comme des articles pay-to-win permettant uniquement aux serveurs de vendre des articles cosmétiques. De nombreux serveurs se sont arrêtés à cause de cela.
Le 20 septembre 2017, la mise à jour Better Together a été publiée pour les Éditions Bedrock du jeu, qui a ajouté la possibilité aux joueurs de ces versions de rejoindre des serveurs multijoueurs, ainsi que cinq serveurs officiels en vedette : Mineplex, Lifeboat, CubeCraft, Mineville City et HiveMC.
Certains serveurs ne sont plus accessible aux joueurs de la version Java.

## Gestion
La gestion d'un serveur Minecraft peut être un travail à plein temps pour de nombreux propriétaires de serveurs. Plusieurs grands serveurs emploient une équipe de développeurs, de gestionnaires et d'artistes. En 2014, le serveur Shotbow employait trois employés à temps plein et cinq à temps partiel. Selon Matt Sundberg, propriétaire du serveur, «les grands réseaux de serveurs sont incroyablement coûteux à exécuter et prennent beaucoup de temps [sic].»  Selon le fondateur de MCGamer, «cela coûte vraiment cher de faire fonctionner des réseaux avec plus de 1 000 joueurs simultanés.» Cela comprend les salaires, le matériel, la bande passante et la protection DDoS, donc les dépenses mensuelles peuvent atteindre des milliers de dollars. Dunbar a déclaré que MCGamer, qui enregistre plus de 50 000 joueurs quotidiens, a des dépenses qui peuvent être «bien dans les cinq chiffres» par mois.

## Logiciel
Le programme pour serveur fourni par Mojang est maintenu avec le fichier client. Alors que les serveurs doivent se mettre à jour pour prendre en charge les fonctionnalités fournies par les nouvelles mises à jour, il existe de nombreux types de programmes modifiés pour serveur. Les modifications incluent généralement des optimisations, permettant à plus de joueurs d'utiliser un serveur simultanément, ou pour de plus grandes parties du monde d'être chargées en même temps. Les programmes modifiés servent presque toujours de base pour les plug-ins, qui peuvent être ajoutés et supprimés pour personnaliser les fonctionnalités du serveur. Ceux-ci sont généralement écrits en Java ou Kotlin pour Java Edition, bien que JavaScript et PHP soient utilisés dans certains logiciels Bedrock Edition. Étant donné que le programme pour serveur fourni par Mojang pour Bedrock est rendu compatible avec seulement Ubuntu et Windows, des modifications peuvent permettre une compatibilité supplémentaire. Les programmes pour serveur modifiés notables incluent Bukkit, Spigot, Paper et Sponge pour Java et Pocketmine-MP, Altay et Jukebox pour Bedrock.
Les serveurs dits Vanilla (sans changements par rapport au jeu de base) et modifiés communiquent avec le client en utilisant un protocole cohérent mais peuvent avoir des mécanismes internes très différents. Certains programmes pour serveur peuvent permettre à plusieurs d'entre eux d'être liés, permettant aux joueurs de traverser dynamiquement des mondes sans se déconnecter ; ceux-ci incluent BungeeCord, Waterfall et Velocity en Java et WaterDog ainsi que Nemisys pour Bedrock. Dans le même ordre d'idées, en raison de la parité étroite des fonctionnalités entre les éditions à jour du jeu, certains serveurs Java, tels que DragonProxy, ProtocolSupport et Geyser peuvent également communiquer avec les deux protocoles, permettant aux joueurs de Bedrock de s'y connecter.

## Popularité et serveurs notables
Certains serveurs accueillent une communauté de plusieurs millions de joueurs, comme MCGamer, sorti en avril 2012, qui compte plus de 3,5 millions de joueurs uniques ; Wynncraft, sorti en avril 2013, qui compte plus d'un million de joueurs uniques ; et Emenbee, sorti en 2011, qui compte également plus d'un million de joueurs uniques. En 2014, des serveurs tels que Mineplex, Hypixel, Shotbow et HiveMC reçoivent « bien plus d'un million d'utilisateurs uniques chaque mois », selon Polygon.

### 2b2t

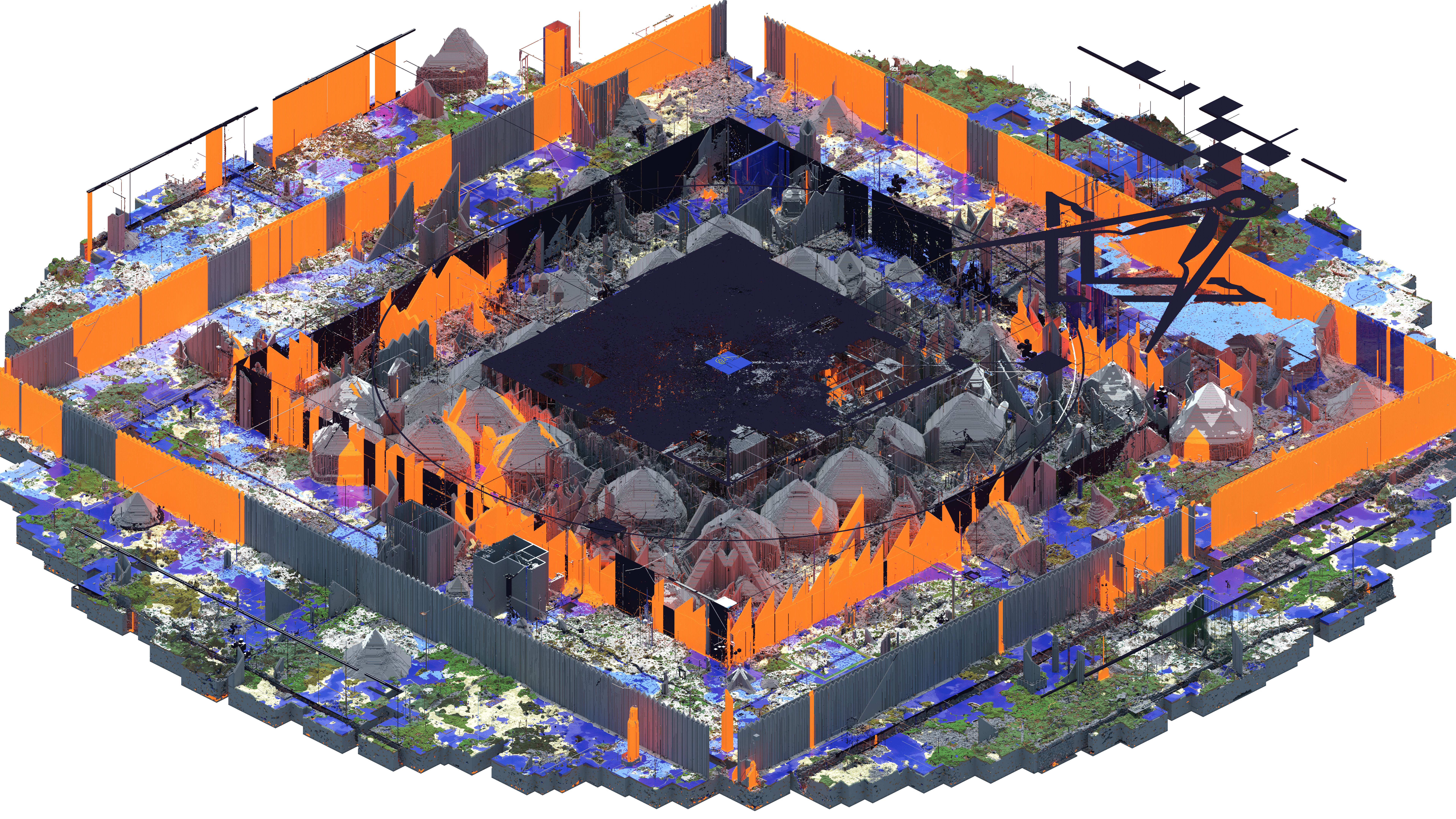
Région d'apparition de 2b2t à partir de juin 2019

2b2t, fondé en décembre 2010, est le plus ancien serveur anarchique Minecraft, qui, dans le contexte du jeu, est un serveur avec peu ou pas de modération ou de règles,. Sa carte est également l'une des cartes de serveur non modifiées les plus anciennes du jeu.

### Hypixel
Hypixel, l'un des serveurs les plus populaires de Minecraft[Quand ?] a été fondée en 2013 par Simon Collins-Laflamme et Philippe Touchette. En parallèle, la société Hypixel Studios s'est agrandie. Elle développe et édite le projet de jeu Hytale depuis 2015.

### Dream SMP
Le serveur Dream SMP est un serveur Minecraft multijoueur de survie privé appartenant au YouTuber Dream, lancé en mai 2020. Il est géré par Dream et d'autres créateurs de contenu Minecraft éminents, tels que GeorgeNotFound, Sapnap, TommyInnit, WilburSoot, Tubbo, KarlJacobs, et Quackity. Le serveur est divisé en factions et comprend un jeu de rôle intense avec des événements majeurs librement scriptés à l'avance, la plupart des autres éléments étant l'improvisation, exécutés en direct sur YouTube et Twitch. Cecilia D'Anastasio, écrivant dans Wired, a décrit Dream SMP comme une forme de théâtre en direct et comme un "drame politique machiavélien", avec plus d'un million de personnes à l'écoute des diffusions en direct en janvier 2021.

### MinecraftOnline
MinecraftOnline (MCO) est le plus ancien serveur de jeu Minecraft multijoueur en mode de jeu "survie" actuellement en ligne, créé par Eugene Hopkinson le 4 août 2010 et ouvert au public après 2 jours de test. La carte du monde initiale n'a jamais été réinitialisée, ce qui en fait la carte de serveur la plus ancienne du jeu avec 2b2t.

### The Uncensored Library
The Uncensored Library (« la bibliothèque non censurée ») est un serveur ainsi qu'une carte Minecraft publié en 2020 par Reporters sans frontières et est une tentative de contourner la censure dans les pays dépourvus de liberté de la presse.
Il a été présenté dans divers médias tels que la BBC, DW News, CNBC, CNN, TechCrunch, The Verge, Gizmodo, Engadget, Mashable , et PC Gamer.

### HiveMC
Le serveur Minecraft (Java) HiveMC a été fondé en février 2013, Clankstar et JollyajaX codant les mini-jeux, au nombre de 3 au lancement: The Herobrine, Survival Games et Trouble in Mineville. En 2020, la version Java du serveur comptait 20 minijeux. Le serveur Java ainsi que le Discord et les forums furent fermés le 15 avril 2021, le serveur Bedrock fonctionne toujours à ce jour.

### Hermitcraft
Hermitcraft est un serveur privé sur invitation uniquement et est l'un des plus connus. Les membres sont appelés "hermits" et créent du contenu sur diverses plateformes, principalement YouTube et Twitch. Hermitcraft a été présenté par Mojang lors de divers événements dans le passé. Le serveur est également connu pour travailler avec diverses organisations caritatives telles que SOS Afrique et la Fondation Make a Wish. Il a été lancé en avril 2012 par Generikb. Ils ont eu plusieurs séries vanille et modded. Hermitcraft est actuellement dans sa neuvième saison vanille. Le serveur est actuellement administré par Xisumavoid, qui était l'un des premiers membres du serveur. Les membres des serveurs Hermitcraft sont des YouTubers populaires de Minecraft qui ont été reconnus par d'autres "hermits" et ont été invités à les rejoindre.